# Dexia prakritiae
Dexia prakritiae är en tvåvingeart som beskrevs av Lahiri 2006. Dexia prakritiae ingår i släktet Dexia och familjen parasitflugor. Inga underarter finns listade i Catalogue of Life.